# Tibor Jankovics
Tibor Jankovics (ur. 20 września 1960 w Komárnie) – czechosłowacki zapaśnik walczący w stylu klasycznym. Olimpijczyk z Seulu 1988, gdzie zajął szóste miejsce w kategorii 52 kg.
Trzy razy brał udział w turnieju mistrzostw świata; piąty w 1986. Czwarty na mistrzostwach Europy w 1984, 1985 i 1989 roku.
- Turniej w Seulu 1988

W pierwszej rundzie pokonał Edvina Eduardo Vázqueza z Gwatemali i Serge Roberta z Francji. Przegrał z Aleksandrem Ignatienko z ZSRR, Atsuji Miyaharą z Japonii, a w pojedynku o piąte miejsce z Romanem Kierpaczem.